# Нова зоря (газета)
Нова зоря — часопис (газета) у Львові. Заснований наприкінці 1925 року як орган Української Християнської Організації (з 1930 року Української Католицької Організації), Перший номер вийшов 7 січня 1926 року. Духовний надхненник — Станиславівський єпископ УГКЦ Григорій Хомишин.
Редактор — Осип Назарук (з 1928 року). Співробітником газети був, зокрема, о. Теофіль Коструба.
«Нова Зоря»  — офіційне видання Івано-Франківської Митрополії УГКЦ, україномовна християнська газета, яка виходить в Івано-Франківську. Газета висвітлює життя Церкви, її історії, а також українське культурне життя. Виходить щотижня. Індекс 30072. Реєстр. № КВ 112 від 28.091993.